# Al Gore

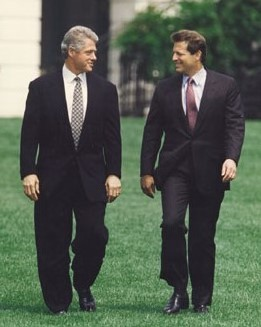
Wiceprezydent Gore i prezydent Clinton

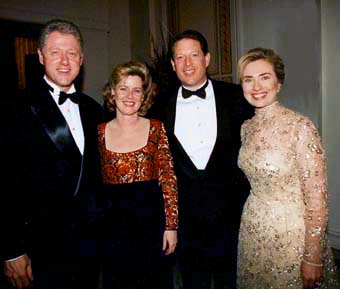
Bill i Hilary Clinton, Al i Tipper Gore

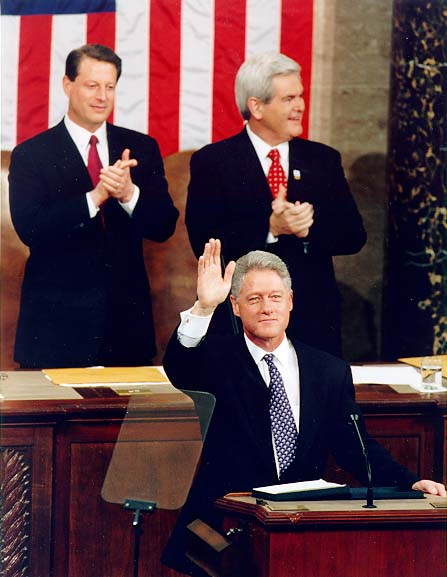
Wiceprezydent Gore, spiker Izby Reprezentantów Newt Gingrich i prezydent Clinton

Al Gore, właśc. Albert Arnold Gore junior (ur. 31 marca 1948 w Waszyngtonie) – amerykański polityk, działacz Partii Demokratycznej, 45. wiceprezydent Stanów Zjednoczonych w latach 1993–2001. Wieloletni członek Kongresu, kandydat swojej partii w wyborach prezydenckich w 2000, kiedy to uzyskał większość w głosowaniu powszechnym, ale przegrał w Kolegium Elektorskim. Z zawodu dziennikarz i autor kilku książek. Laureat Pokojowej Nagrody Nobla w 2007 za działalność na rzecz przeciwdziałania globalnemu ociepleniu. Gore wystąpił w uhonorowanym Oscarem filmie Niewygodna prawda, przedstawiającym problem globalnego ocieplenia.

## Życiorys

### Przed rozpoczęciem kariery politycznej
Gore przyszedł na świat w stolicy USA Waszyngtonie w zamożnej rodzinie. Jego ojcem był Albert Gore senior, wieloletni kongresmen i senator ze stanu Tennessee (który jest także rodzinnym stanem przyszłego wiceprezydenta). Dzieciństwo Gore’a upłynęło między mieszkaniem w Waszyngtonie a rodzinnym domem w Tennessee.
Al uczęszczał do szkoły średniej w Waszyngtonie, gdzie poznał swoją przyszłą żonę Mary Elizabeth Atchieson (znaną jako Tipper Gore).
Ukończył prestiżowy Uniwersytet Harvarda (gdzie studiował w latach 1965–1969). W latach 1969–1971 odbył służbę wojskową w Wietnamie w pionie prasowym armii (notabene uważał się za przeciwnika tamtej wojny). Gore nigdy potem nie eksponował swego kombatanctwa, co odróżniało go choćby od Billa Clintona czy George’a W. Busha.
W 1970 poślubił Mary Elizabeth Aicheson, znaną jako Tipper. Z tego małżeństwa, które rozpadło się w 2010 roku, narodziło się czworo dzieci – Karenna (ur. 1973), Kristin (ur. 1977), Sarah (ur. 1979) i Al III (ur. 1982). Karenna wyszła za mąż za Drewa Schiffa, z którym ma swoje dzieci.
Po powrocie do Tennessee Gore pracował jako dziennikarz.

### Izba Reprezentantów
W 1976 Gore zgłosił swoją kandydaturę na członka Izby Reprezentantów z 4. okręgu wyborczego w Tennessee. W prawyborach pokonał Stanleya Rogersa, a w listopadzie tegoż roku swego republikańskiego oponenta. Gore zasiadał w Izbie przez cztery dwuletnie kadencje.

### Senat
W 1984 roku został kandydatem do Senatu w walce o miejsce po nieubiegającym się o czwartą kadencję republikaninie Howardzie Bakerze. Gore wygrał wybory. Ponownie wybrano go w 1990.
W kongresie dał się poznać jako tzw. konserwatywny demokrata, czyli jeden z tych przedstawicieli tego stronnictwa z Południa, którzy opowiadają się przeciwko liberalizacji prawa do przerywania ciąży czy ograniczeniu prawa do posiadania broni. Był też znany z działania na rzecz ochrony środowiska naturalnego. Zwrócił też na siebie uwagę, krytykując prezydenta Ronalda Reagana, kiedy ten postanowił wprowadzić nowy typ uzbrojenia nuklearnego:
Jest to błąd w ocenie równie poważny jak dostarczanie broni Iranowi. Jest to błąd o znaczeniu historycznym, jest to drugi wielki błąd za kadencji Reagana (cytat za Longin Pastusiak „Ronald Reagan”).
W czasie I wojny w Zatoce Perskiej Gore jako jeden z nielicznych demokratycznych senatorów poparł wysłanie wojsk do Kuwejtu i Iraku.
W czasie kiedy zasiadał w senacie napisał bestsellerową książkę traktującą o ochronie środowiska pt. Ziemia na krawędzi.

### Kandydat do nominacji prezydenckiej w roku 1988
Podczas prawyborów demokratycznych w 1988 40-letni wówczas senator Gore zgłosił swoją kandydaturę. Dość dobrze wypadł w prawyborach, mierząc się zwłaszcza z kongresmenem Dickiem Gephardtem, ale ani on, ani Gephardt nominacji nie uzyskali. Zdobył ją gubernator Michael Dukakis z Massachusetts, który przegrał z republikaninem George’em H.W. Bushem.

### Wiceprezydent USA

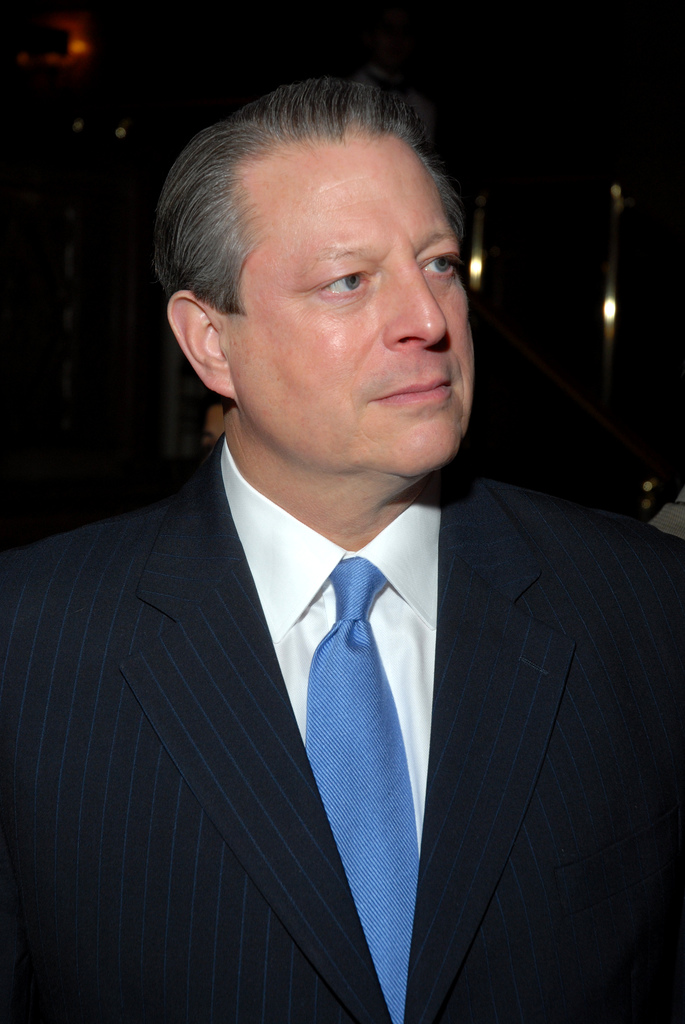
Al Gore (2007)

W 1992 Gore nie ubiegał się o nominację prezydencką, którą uzyskał wówczas gubernator Arkansas Bill Clinton. Clinton zaproponował 44-letniemu wówczas Gore’owi wspólny start w roli kandydata na wiceprezydenta. Decyzja ta spotkała się początkowo z krytyką, ale nie ze względu na samą osobę nominata, lecz ze względu na strategię wyborczą (stany Tennessee i Arkansas sąsiadują ze sobą).
W listopadzie 1992 demokratyczny tandem Clinton-Gore pokonał urzędujących prezydenta i wiceprezydenta George’a H.W. Busha i Dana Quayle’a i silnego kandydata niezależnego Rossa Perota.
20 stycznia 1993 Gore został zaprzysiężony na urząd wiceprezydenta Stanów Zjednoczonych.
Konstytucja nie daje wielkiej władzy wiceprezydentowi, jednakże Gore był jedną z najważniejszych osób w Białym Domu i jednym z najbliższych doradców prezydenta. Miał duży udział w opracowywaniu projektów, które doprowadziły wówczas do największego wzrostu gospodarczego w historii USA. Powszechnie uważano go za jednego z najbardziej wpływowych i popularnych wiceprezydentów w historii.
Nic więc dziwnego, że w 1996 ponownie został nominowany i wraz z Clintonem pokonali republikanów Boba Dole’a i Jacka Kempa.

### Kontrowersje wokół wyborów w 2000
Kiedy Clinton nie mógł w wyborach 2000 ubiegać się po raz trzeci o prezydenturę, logicznym jego następcą wydawał się Gore. Wiceprezydent z łatwością wygrał prawybory i został nominowany na konwencji w Los Angeles. Swoim kandydatem na wiceprezydenta wybrał senatora z Connecticut Josepha Liebermana, który był pierwszym Żydem nominowanym na to stanowisko przez jedną z dwóch głównych partii.
Rywalami Gore’a i Liebermana z ramienia republikanów był syn byłego prezydenta i gubernator stanu Teksas George W. Bush i były sekretarz obrony Dick Cheney.
Walka wyborcza była wyjątkowo wyrównana. Ostatecznie Gore uzyskał więcej o ponad pół miliona głosów powszechnych od Busha, ale przez długi okres wyniki wyborów w stanie Floryda pozostawały niewiadomą, a właśnie jej głosy elektorskie miały zadecydować o zwycięstwie. Gubernatorem tego stanu był brat Busha Jeb Bush, który naciskał na to, aby zaprzestać liczenia spornych głosów, powołując się na stanowe prawo, które zobowiązywało władze do zakończenia przeliczania głosów w 7 dni po zakończeniu głosowania. Spór ostatecznie rozstrzygnął Sąd Najwyższy, który uznał sposób w jaki przeliczano sporne głosy na Florydzie (w szczególności fakt, iż ponowne przeliczanie głosów odbywało się tylko w niektórych okręgach) za sprzeczny z 14. poprawką do Konstytucji. Wiele osób uznało decyzję SN za skandal i podważyło jego wiarygodność. Dla innych sytuacja, gdy ktoś, kto przegrał w głosowaniu powszechnym jednak zostaje prezydentem, była jawnym dowodem słabości systemu. Ponadto niedługo przed wyborami wykreślono z rejestru uprawnionych wyborców ok. 50 tysięcy ludzi, w większości czarnoskórych i zarejestrowanych demokratów (potencjalnych zwolenników Gore’a). Rząd Florydy tłumaczył się błędami technicznymi i dodawał, że „prawo nie działa wstecz”.
| Kandydat  | Oddane głosy | Procent oddanych głosów | Głosy elektorskie |
| --------- | ------------ | ----------------------- | ----------------- |
| Gore      | 51 003 926   | 48,38                   | 266               |
| Bush      | 50 460 110   | 47,87                   | 271               |
| Nieoddane |              |                         | 1                 |
| Nader     | 2 883 105    | 2,73                    | 0                 |

### Po wiceprezydenturze
Gore po odejściu na emeryturę nie krył, iż zamierza ubiegać się o ponowną nominację w 2004. W istocie był jak najbardziej logicznym oponentem Busha. Jednakże w końcu zrezygnował z tego zamiaru – zapewne w obliczu popularności Busha po wydarzeniach 11 września 2001 – i poparł, co było dużym zaskoczeniem, kandydaturę byłego gubernatora stanu Vermont Howarda Deana. Wielu twierdziło, iż chce w ten sposób doprowadzić do porażki demokratów w tym roku i mieć wolną drogę do ponownej nominacji w 2008. Nominację jednak uzyskał wówczas nie Dean, lecz senator John Kerry, który przegrał z Bushem. Gore był pierwszym mówcą na konwencji partii w Bostonie.
Od 2001 roku Gore pełni funkcję starszego doradcy w Google, a od 2003 zasiada w radzie nadzorczej koncernu Apple. Wykłada gościnnie na wielu amerykańskich uniwersytetach. Gore krytykował ostro od samego początku administrację Busha za decyzję o ataku na Irak. Popiera legalizację małżeństw osób tej samej płci.
W 2006 wydał książkę i wziął udział w filmie dokumentalnym Niewygodna prawda (An Inconvenient Truth), w którym przedstawia zagrożenia związane z globalnym ociepleniem. 7 lipca 2007 współorganizował wielkie koncerty Live Earth na wszystkich kontynentach w Hamburgu, Nowym Jorku, Londynie, Johannesburgu, Sydney, Rio de Janeiro, Szanghaju. Wystąpiły tam wielkie gwiazdy m.in. Madonna, UB40, Metallica i inni.
12 października 2007 otrzymał Pokojową Nagrodę Nobla. W 2014 otrzymał chorwacki Wielki Order Królowej Jeleny. W 2024 otrzymał Prezydencki Medal Wolności. 